# Paw (film)
Paw er en dansk film fra 1959, instrueret af Astrid Henning-Jensen. Sammen med Bjarne Henning-Jensen har hun også skrevet filmens manuskript, baseret på Torry Gredsteds roman af samme navn. Filmen fortæller om en vestindisk dreng, der efter at have mistet sine forældre skal bo hos sin tante i Danmark, hvor han render ind i problemer med mobning. Det er den første danske film, der tog problemet racisme op.
Paw er den anden danske film, der har opnået en nominering til en Oscar for bedste fremmedsprogede film.

## Medvirkende
- Asbjørn Andersen
- Karl Stegger
- Preben Neergaard
- Karen Lykkehus
- Helge Kjærulff-Schmidt
- Svend Bille
- Arthur Jensen
- Ebba Amfeldt
- Ego Brønnum-Jacobsen
- Jimmy Sterman